# Нахічеванська культура
Нахічева́нська культу́ра — археологічна культура бронзової доби і ранньої залізної доби.
Датується 2000–800 рр. до РХ. Була поширена у краю Нахічевань, що входить до складу Азербайджану.
Генетично пов'язана з попередніми місцевими археологічними культурами мідної й ранньої бронзової діб (наприклад, культурами Куро-Аракського енеоліту).
Представлена укріпленими й неукріпленими поселеннями й похоронними спорудженнями (кам'яні ящики й кургани).
Писана (монохромна й поліхромна) кераміка, бронзові й залізні знаряддя, зброя, прикраси, кам'яні й кістяні вироби.
Племена Нахічеванської культури підтримували культурні й економічні зв'язки із сусідніми племенами Закавказзя й Передньої Азії, займалися землеробством і скотарством. Були розвинені гончарство, ткацтво, обробка металів. Простежуються (особливо у початку 1000—800 рр. до РХ) розділення суспільства на багатих і бідних.